# Hydrotaea spinigena
Hydrotaea spinigena är en tvåvingeart som beskrevs av Xue och Li 1995. Hydrotaea spinigena ingår i släktet Hydrotaea och familjen husflugor.
Artens utbredningsområde är Yunnan (Kina). Inga underarter finns listade i Catalogue of Life.